# Cleocnemis spinosa
Cleocnemis spinosa là một loài nhện trong họ Philodromidae.
Loài này thuộc chi Cleocnemis. Cleocnemis spinosa được Cândido Firmino de Mello-Leitão miêu tả năm 1947.